# Euaontia clarki
Euaontia clarki är en fjärilsart som beskrevs av Barnes och Mcdunnough 1916. Euaontia clarki ingår i släktet Euaontia och familjen nattflyn. Inga underarter finns listade i Catalogue of Life.